# ウォーターポケット褶曲

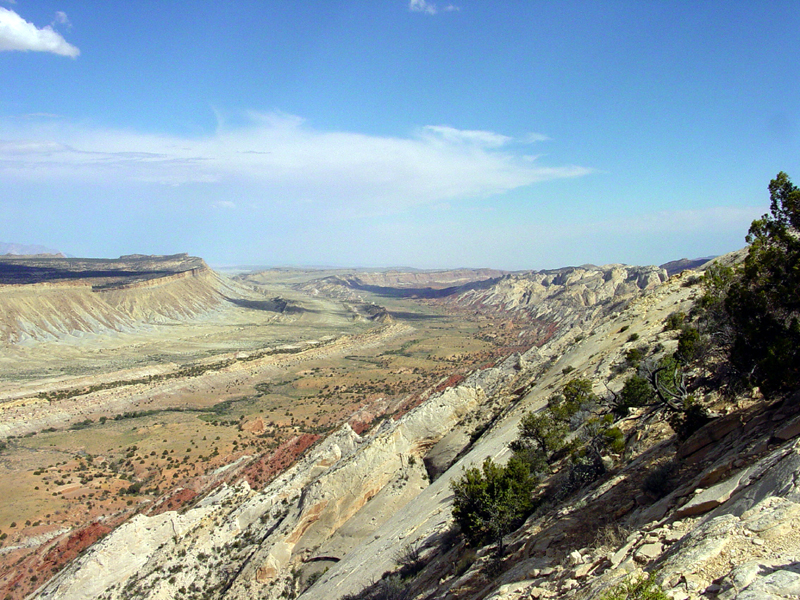
ウォーターポケット褶曲 - ストライク・バレー展望台から南を見る

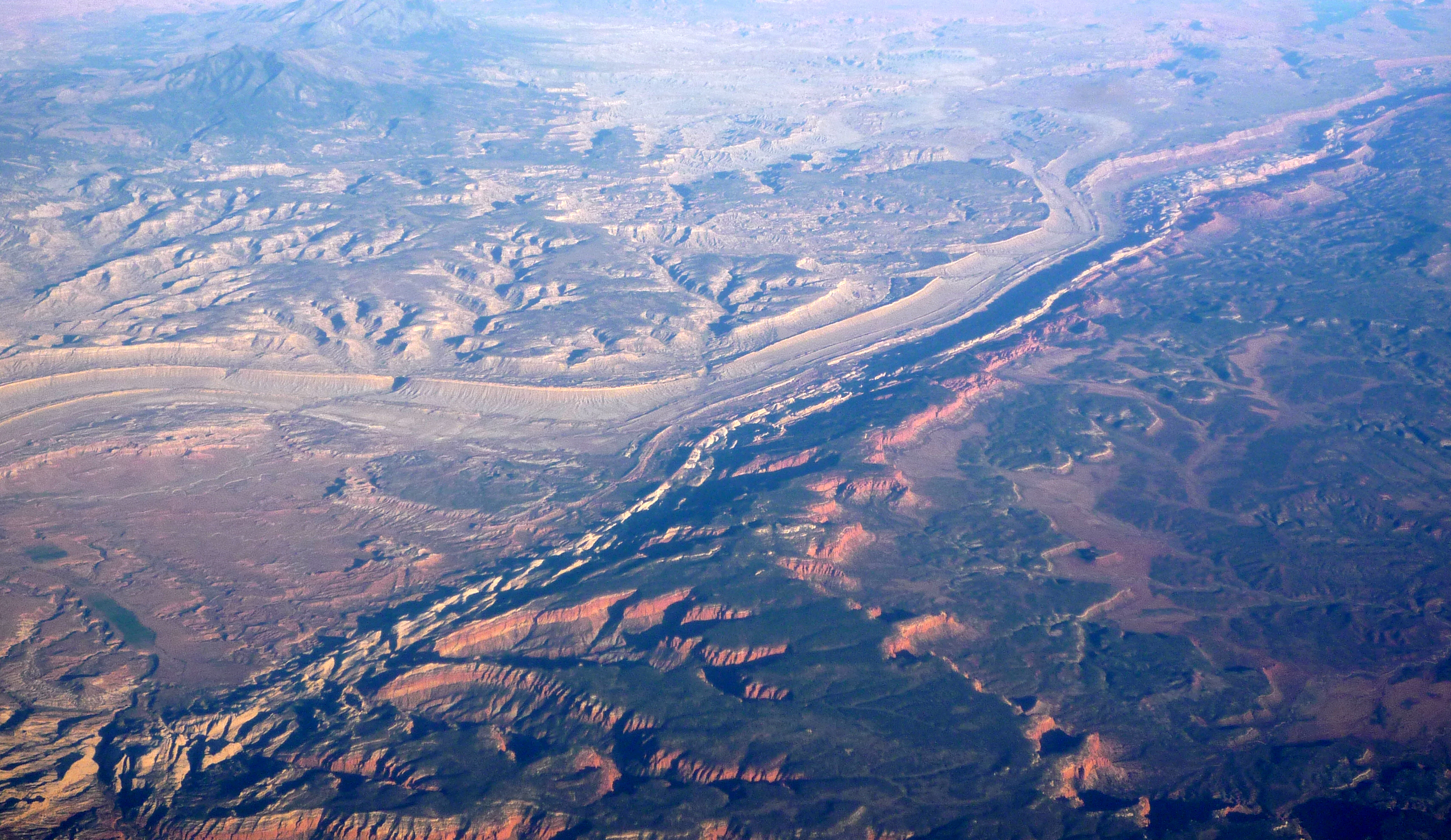

ウォーターポケット褶曲（ウォーターポケットしゅうきょく、Waterpocket Fold）は、米国西部のキャピトル・リーフ国立公園を特徴付ける地形である。この単斜褶曲は、ユタ州中央部の砂漠に、160 km（100マイル）をやや超えて広がっており、公園内の3本の眺めの良い道から見ることができる。そのうちの一本は、ゴールデン・スローン (Golden Throne) として知られる有名な名所に続いている。 この名所は、その名の由来となった金色の砂岩で覆われている。
ウォーターポケット褶曲は、ミドル砂漠 (Middle Desert) のちょうど南東にあるトーリー (Torrey) の町の3マイル東にある。この地域は、その風景のためハイキングに向いていると賞賛されている。